# Amber Moon
Amber Moon ist ein Cocktail, der Tabascosauce, rohe Eier und Whiskey, gelegentlich auch Wodka enthält. Der Cocktail ähnelt einem Prairie oyster, hat jedoch weniger Zutaten und enthält Alkohol. Aus diesem Grund ist er eher als „Mageneinrenker“ geeignet, also um die Folgen eines Katers zu mildern.

## Darstellung im Film
Der Amber Moon kommt im Film Mord im Orient-Expreß aus dem Jahr 1974 vor, der auf Agatha Christies gleichnamigem Roman aus dem Jahre 1934 basiert. Im Film bringt Mr. Beddoes, gespielt von John Gielgud, dieses Getränk seinem Arbeitgeber, Mr. Ratchett, kurz vor der Entdeckung des Mordes. Beddoes klopft an die Zugabteiltür des Toten und verkündet „Ihr Amber Moon, Mr. Ratchett.“ Der Drink wird als ganzes rohes Ei in einem Highball-Glas, zur Hälfte gefüllt mit Wodka, serviert mit einem Löffel und einer Flasche Tabasco an der Seite. Beddoes wird später über den Tod Ratchetts von Hercule Poirot befragt und gibt an „Er nahm immer im Bett seinen Amber Moon. Er stand nie auf, bevor es voll gewirkt hatte“.